# 清梵寺塔
34°18′17″N 108°28′56″E / 34.30462°N 108.4822°E
清梵寺塔位于陕西省兴平市北寺巷，俗称“兴平北塔”，1957年被列为第二批陕西省文物保护单位，2013年被列为第七批全国重点文物保护单位。
清梵寺始建于唐贞观元年（627年），北宋太平兴国三年（978年）敕改保宁寺，现仅存塔。塔建于唐代，为楼阁式砖塔，空心，平面呈八角形，底边长4.35米，共七层，残高38.6米。